# Робърт Стюарт (пътешественик)
Робърт Стюарт (на английски: Robert Stuart) е американски пътешественик-изследовател и търговец на кожи от шотландски произход.

## Ранни години (1785 – 1812)
Роден е на 19 февруари 1785 година в селището Страхир, окръг Пъртшир, на около 20 мили северозападно от Стърлинг, Шотландия. Около 1807 заминава при чичо си Дейвид Стюарт в Монреал, за да работи като чиновник в компания за търговия с кожи.
През 1810 в град Сейнт Луис немският имигрант Джон Джейкъб Астор основава Тихоокеанската компания за търговия с ценни животински кожи. Неговите служители влизат в историята по откриването и изследването на западните части на САЩ под названието „асторианци“. Един от тях е и Робът Стюарт.

## Изследователска дейност (1812 – 1813)
През 1812 в устието на река Колумбия един от „асторианците“ Уилсън Прайс Хънт основава форт Астория (сега град Астория, Орегон), който става изходна база за техните по-нататъшни пътувания и открития. В експедицията на Хънт участва и Робърт Стюарт.
През пролетта на 1813 от устието на Колумбия отрядът, ръководен от Стюарт, се изкачва по река Снейк до изворите ѝ, пресича Скалистите планини по 42º с.ш., като открива горното течение на река Грийн Ривър (десен приток на Колорадо) и по реките Норт Плат и Плат се спуска до Мисури и от там до Сейнт Луис.

## Следващи години (1813 – 1848)
На 21 юли 1813 г., Стюарт се омъжва за Ема Елизабет Съливан, родом от Ню Йорк, от която има девет деца.
През 1814 г. „Тихоокеанската компания“ е продадена. Около 1817 – 1819 Стюарт става мениджър на отдел на American Fur Company (компания за търговия с кожи) базиран на остров Макинак, Мичиган .
Не е съвсем ясно откога Стюарт започва да инвестира в недвижими имоти в Детройт, но около 1835 – 1836 построява там свой дом, където живее със семейството си. От 1840 до 1841 е ковчежник на щата Мичиган.
Умира на 28 октомври 1848 година на 63-годишна възраст. Погребан е в историческото гробище „Елъмууд“ в Детройт.

## Памет
Неговото име носи гимназия в град Туин Фолс, Айдахо.